# Grenze zwischen Italien und San Marino

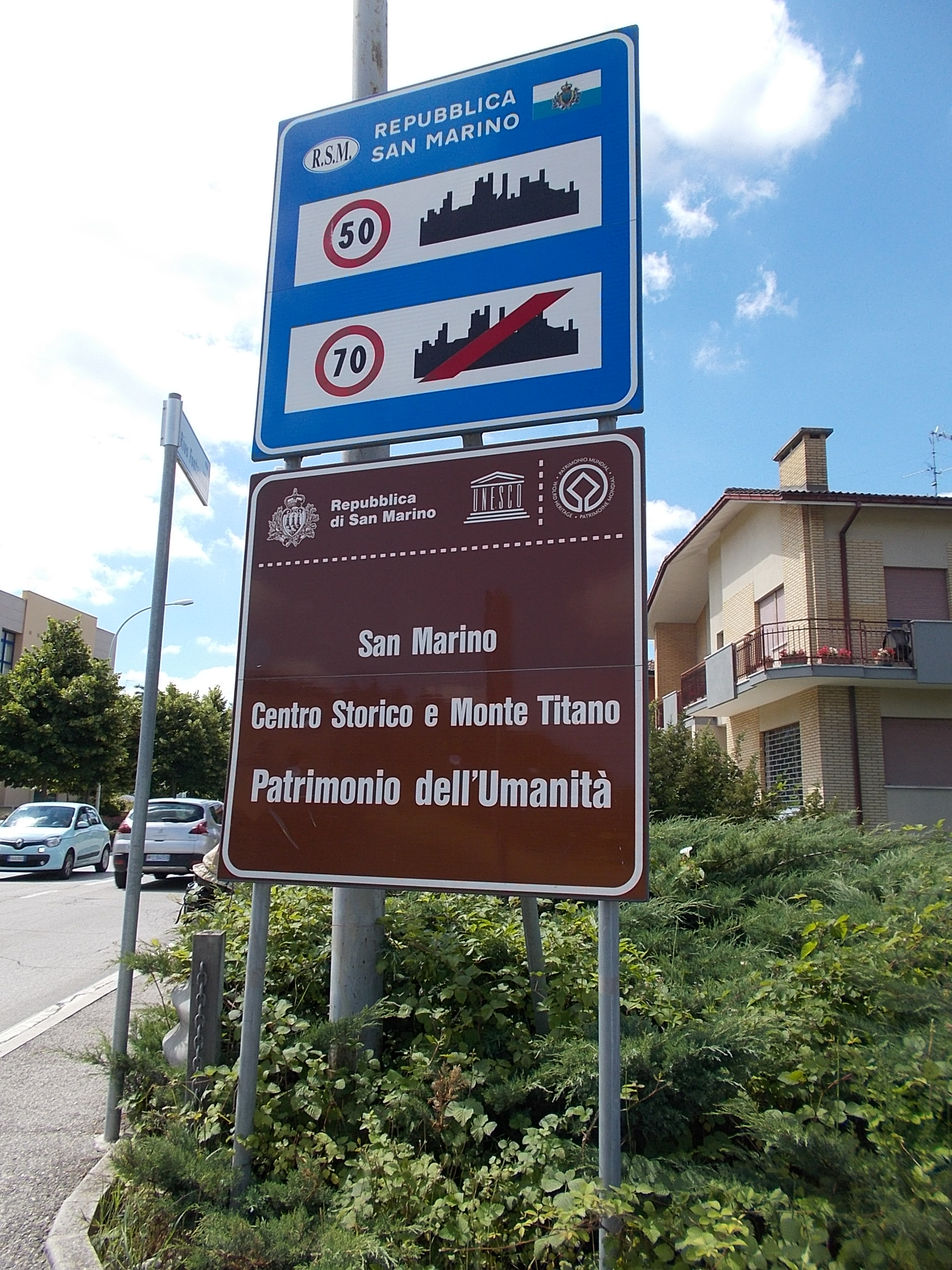
Hinweistafeln

Die Grenze zwischen der Italienischen Republik und der Republik San Marino ist 39 km lang. San Marino grenzt fast überall an die italienische Provinz Rimini in der Region Emilia-Romagna, nur im Süden besteht auf ca. drei Kilometern eine gemeinsame Grenze mit der Provinz Pesaro und Urbino in der Region Marken. Die Grenze ist eine EU-Außengrenze, jedoch gehört San Marino zum italienischen Zollgebiet und Zollkontrollen finden nicht statt.

## Geschichte

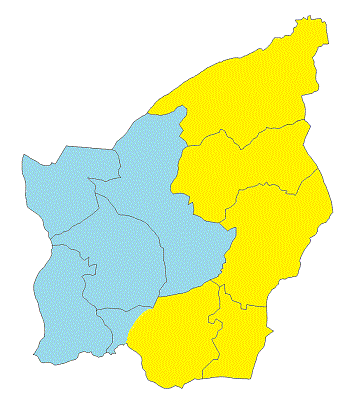
San Marino 1460 (blau) und 1463 an San Marino angeschlossenes Gebiet (gelb)

Die Grenze wurde in den Pakten von Fossombrone im Jahr 1463 zwischen San Marino und dem Kirchenstaat festgelegt und ist seither nicht geändert worden. Seit der italienischen Einigung 1861 bildet sie die Grenze zu Italien (damals Königreich Italien).

## Verlauf

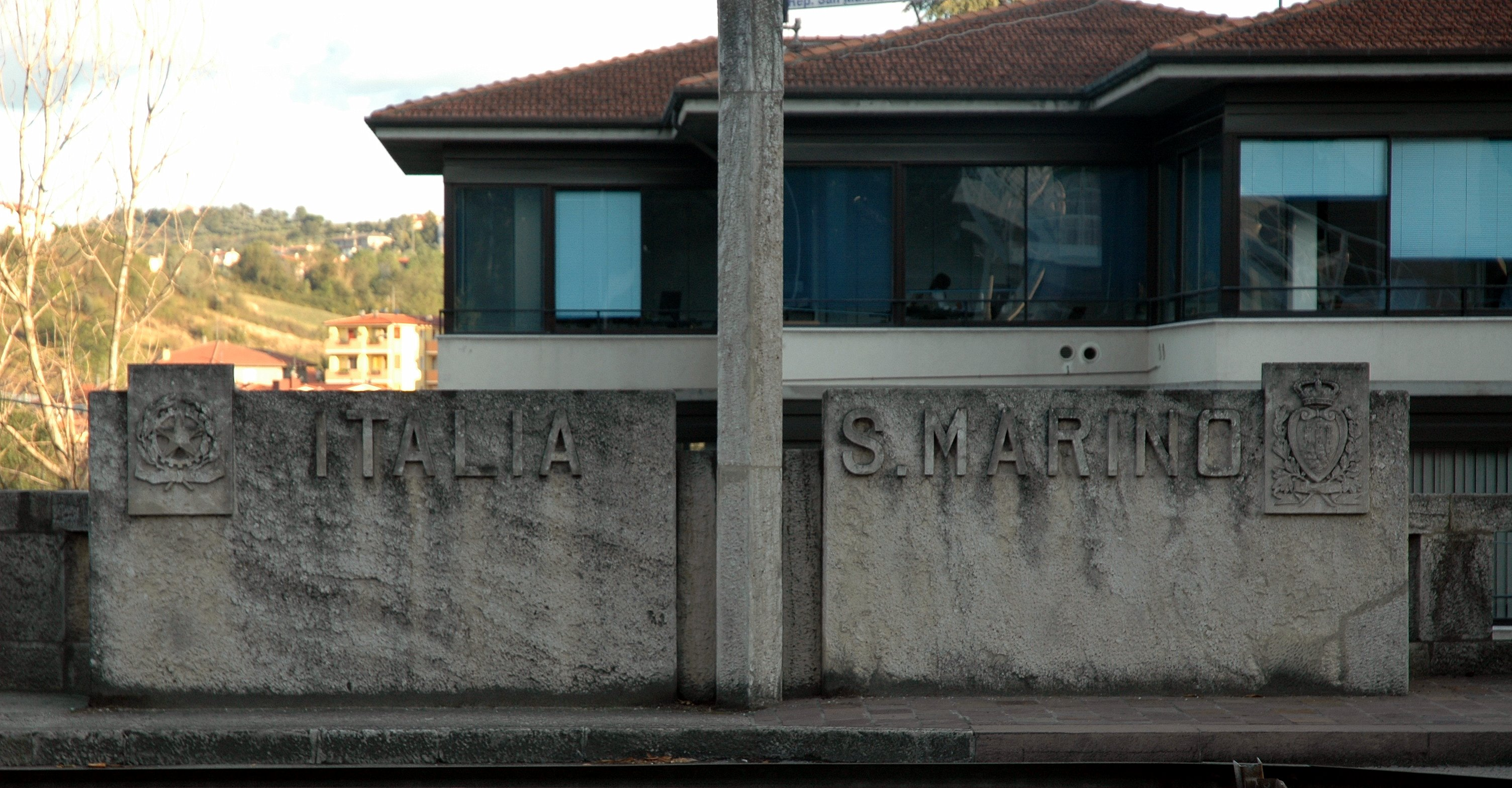
Grenzmarkierung an der Strada Statale 72

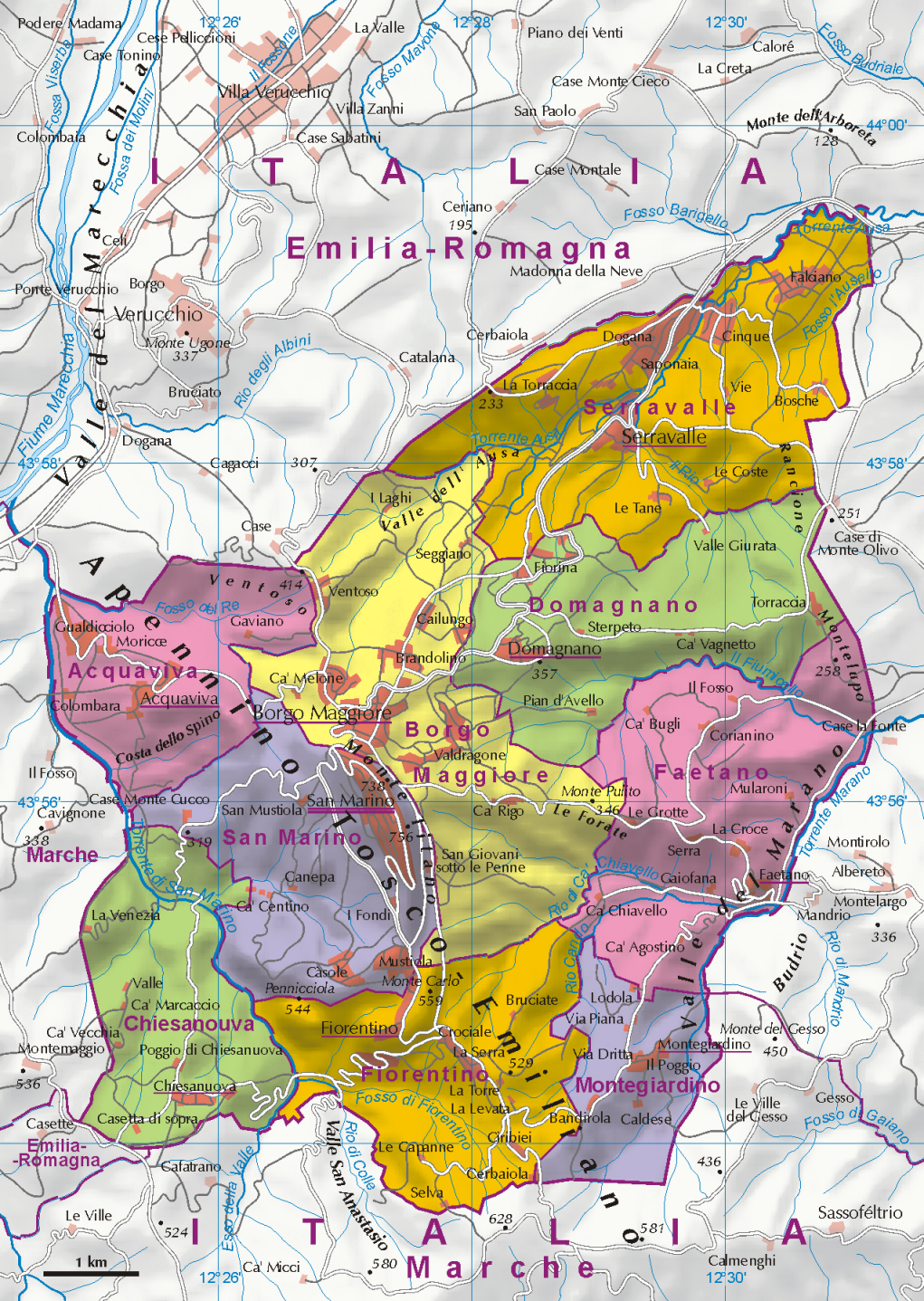
Karte von San Marino

Die Grenzlinie umgibt als geschlossener, ungefähr fünfeckiger unregelmäßiger Ring das Staatsgebiet von San Marino und trennt es von dem es allseits umgebenden italienischen Staatsgebiet.

## Grenzübergänge
Folgende Übergänge stehen zur Verfügung:
- Cerbaiola – SP 2 di Mercatino Conca → Mercatino Conca (Provinz Pesaro und Urbino)
- Gualdicciolo – SP 15ter diramazione Gualdicciolo → Torello di San Leo (Provinz Rimini)
- Ventoso – SP 32 di San Marino → Verucchio
- Dogana – Strada statale 72 di San Marino → Rimini
- Pianacci – SP 86 di Cà Micci → Cà Micci di Sassofeltrio (Provinz Rimini)
- Caladino – SP 89 Strada Leontina → Agenzia Stazione di San Leo (Provinz Rimini)
- Faetano – SP 131 Tre Ponti → Montescudo (Provinz Rimini)